# Газпром энерго
«Газпром энерго» — российская энергетическая компания, дочерняя компания газовой монополии «Газпром». С 2005 года «Газпром энерго» также входит в перечень естественных монополий России. Полное наименование — Общество с ограниченной ответственностью «Газпром энерго». Штаб-квартира — в Москве.

## История
Компания была создана в 1998 году, причём на тот момент «Газпром» владел лишь 20 % долей компании. Как указывается на сайте компании, на тот момент основной целью компании являлось «формирование групп инвесторов, заинтересованных в развитии энергетических проектов совместно с ОАО „Газпром“». В 2003 году «Газпром» полностью выкупил доли других участников. Тогда же компании было поручено создание, развитие и эксплуатацию автоматизированной системы комплексного учёта электроэнергии (АСКУЭ) «Газпрома».
До марта 2009 года называлась ООО «Газпромэнерго».

## Собственники и руководство
«Газпром энерго» — 100%-ная дочерняя компания российской газовой монополии «Газпром». Генеральный директор компании с 27.07.2018 года — Дятлов Роман Евгеньевич.

## Деятельность
Основными видами деятельности компании являются энерго-, тепло-, водоснабжение и водоотведение. Компания осуществляет свою деятельность на территории 43 субъектов Российской Федерации.